# Чепельская группа
Чепельская группа, или группа Чепель, — археологическая группа в составе культуры Надьрев. Иногда рассматривается как группа в составе культуры колоколовидных кубков. Название происходит от острова Чепель на Дунае.

## Происхождение
Группа связывается с прибытием на наддунайскую территорию носителей культуры колоколовидных кубков, которые столкнулись с населением группы Мако — Косихи — Чака культуры Вучедол — Зок. Об этом свидетельствуют остатки инвентаря данной группы, характерные для носителей указанных культур. По общему мнению специалистов, группа Чепель является частью ранненадьревского горизонта.

## Хронология и область распространения
Исследователи уверены, что чепельская группа младше, чем группа Мако — Косихи — Чака, по крайней мере на территории существования последней. Тем не менее, не исключается сосуществование группы Мако — Косихи — Чака на юго-западе Словакии с чепельской группой.
Согласно радиоуглеродной калиброванной датировке, существовала около 2300—2200/2150 гг. до н. э. Область её распространения охватывал узкую полосу от колена Дуная на севере до острова Чепель к югу от Будапешта.

## Хозяйство
Хозяйство данной группы основывалось на разведении лошадей, рогатого скота и земледелии. Характерной чертой является невероятно большое количество костей домашней лошади. Вероятно, лошади разводились в стадах вместе с крупным рогатым скотом в долине Дуная. Общины группы Чепель были мобильными, часто основывали новые поселения и меняли пастбища.

## Поселения и строения
Поселения располагались низко над Дунаем, однако выше заливных террас. От поселений остались разнообразные ямы, а также следы спорадически расположенных (без регулярной планировки) шестов. Ямы довольно часто группируются большими группами, имеют различных размер.
Во всех указанных объектах встречается большое количество артефактов, в особенности керамических и костяных. С другой стороны, следы сооружений отсутствуют, из-за чего считается, что стены домов были выполнены из лёгкого, недолговечного материала. Также не удалось установить, какого размера были поселения. Возможно, это связано с мобильностью населения.

## Погребения
Тела умерших хоронили позади поселений, на небольшом расстоянии от них. Погребения не образовывали отдельных некрополей, а лишь небольшие разрозненные группы. Расстояния между отдельными погребениями различаются, как и расстояния между группами погребений. Каждая из групп включала лишь несколько могил.
Значительно преобладают погребения путём кремации в погребальных урнах, или же ямные со слоем пепла. Урна представляет собой обычно амфору, накрытую миской и окружённую несколькими меньшими сосудами. Ямные могилы с останками кремации размерами и формой напоминают скелетные погребения. Сожжённые кости либо концентрировались в виде кучки, либо рассыпались по всей яме. Кроме того, в погребениях также обнаружены другие сосуды и погребальные дары. В скелетных погребениях покойных укладывали на правом или левом боку с сильно скорченными ногами, головой на север или юг.
Отмечается, что инвентарь, типичный для культуры колоколовидных кубков, встречается обычно в скелетных или ямных кремационных погребениях, однако редко в кремационных урновых. Несмотря на это, пластинки для лучников встречаются во всех видах погребений.

## Инвентарь
В инвентаре выступают формы, характерные для культуры колоколовидных кубков. В керамике это кубки в виде перевёрнутого колокола, обычно с одним ушком, украшенные тиснёными или выпуклыми полосками. Эти кубки встречаются как в поселениях, так и в захоронениях, однако по сравнению с другими видами керамики встречаются редко. Кроме того, в состав инвентаря входят характерные для носителей культуры колоколовидных кубков миски, иногда с 4 ножками.
Среди металлических изделий представлены кинжалы c коротким, широким и треугольным остриём, шила с квадратным сечением, у которых один конец острый, а другой — тупой и плоский, а также украшения, в том числе проволочные перстни, серьги и шпильки с головкой.
Среди каменных изделий встречаются пластинки для защиты лучников, ретушированные треугольные наконечники стрел, уплощённые лезвия и небольшие топоры. Довольно многочисленны также изделия из кости и рога.

## Исчезновение и влияние на другие культуры
Чепельская группа исчезла около 2200/2150 гг. до н. э. Она стала ядром для формирования совершенно новой общности, известной как надьревская культура.